# 小真刺蝦
小真刺蝦（学名：Eumunida parva）为劣柱蝦科真刺蝦屬下的一个种。